# Tuří rybník (přírodní památka)
Přírodní památka Tuří rybník byla vyhlášena v roce 2014 na rozloze 114,72 hektarů za účelem ochrany populace silně ohrožené kuňky ohnivé (Bombina bombina) včetně dalších zvláště chráněných druhů obojživelníků a to skokana skřehotavého (Pelophylax ridibundus), skokana zeleného (Pelophylax esculentus) a čolka obecného (Lissotriton vulgaris); dále byla zřízena za účelem ochrany hnízdního biotopu zvláště chráněných druhů ptáků, např. bukáčka malého (Ixobrychus minutus), jeřába popelavého (Grus grus), chřástala kropenatého (Porzana porzana), chřástala vodního (Rallus aquaticus), motáka pochopa (Circus aeruginosus), rákosníka velkého (Acrocephalus arundinaceus), krahujce obecného (Accipiter nisus), slavíka modráčka středoevropského (Luscinia svecica cyanecula), včelojeda lesního (Pernis apivorus), žluvy hajní (Oriolus oriolus) a také za účelem zachování přírodě blízkého stavu lesních společenstev, především hercynských dubohabřin. Chráněny jsou zde i vzácné druhy rostlin jako jsou např. okrotice bílá (Cephalanthera damasonium), kruštík modrofialový (Epipactis purpurata), bledule jarní (Leucojum vernum), lilie zlatohlavá (Lilium martagon), vemeník dvoulistý (Platanthera bifolia), medovník meduňkolistý (Melittis melissophyllum) či mázdřinec rakouský (Pleurospermum austriacum). Téměř totožnou plochu zabírá stejnojmenná evropsky významná lokalita, která byla podobně jako PP Tuří rybník zřízena za účelem ochrany lokality kuňky ohnivé.
Chráněné území se nachází v Královéhradeckém kraji v okresech Rychnov nad Kněžnou a Náchod mezi obcemi Slavětín nad Metují, Bohuslavice a Rohenice. Chráněné území zahrnuje rybník Tuří a okolní lesy. Oblast spravuje Krajský úřad Královéhradeckého kraje.

## Galerie

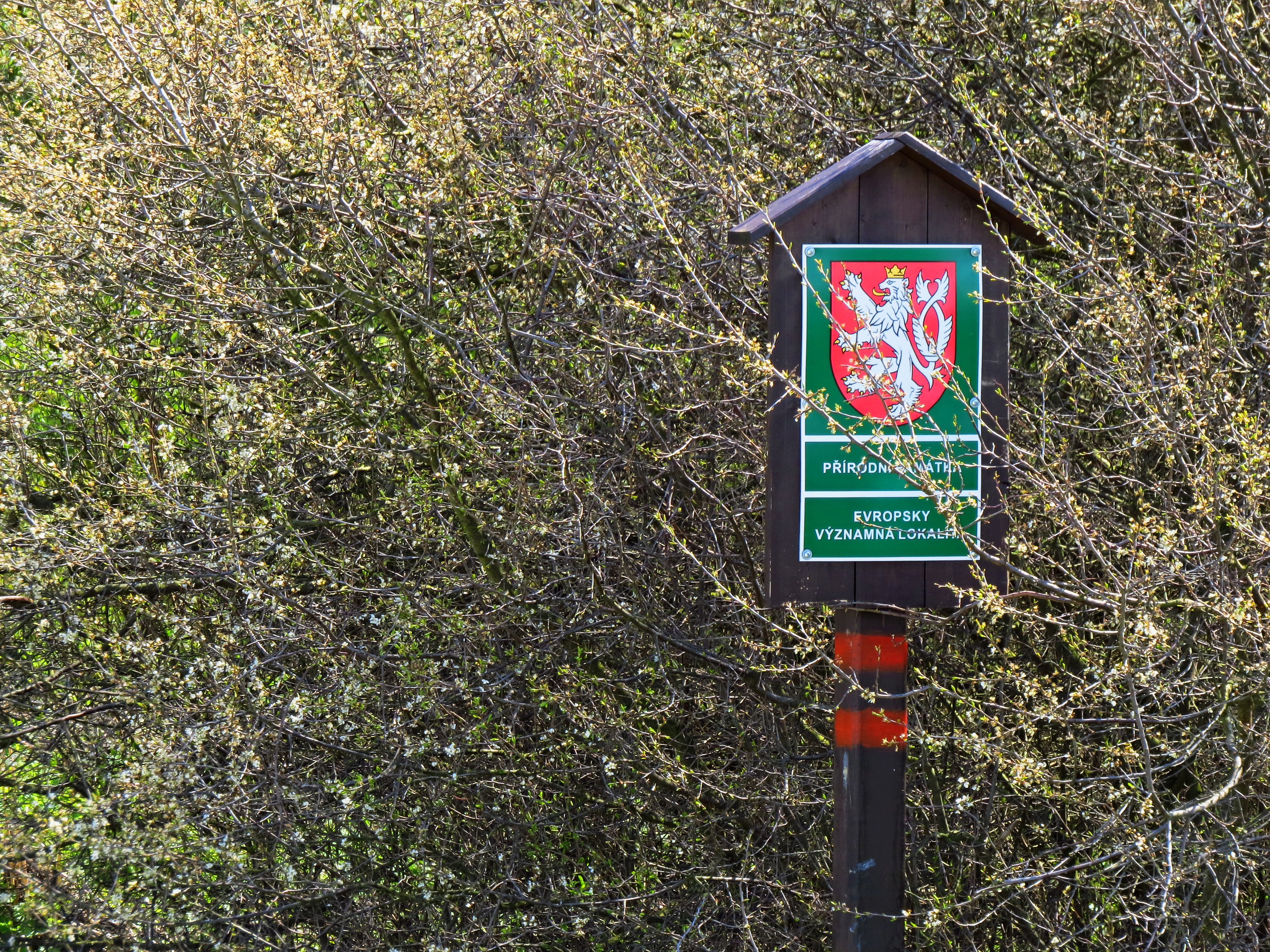
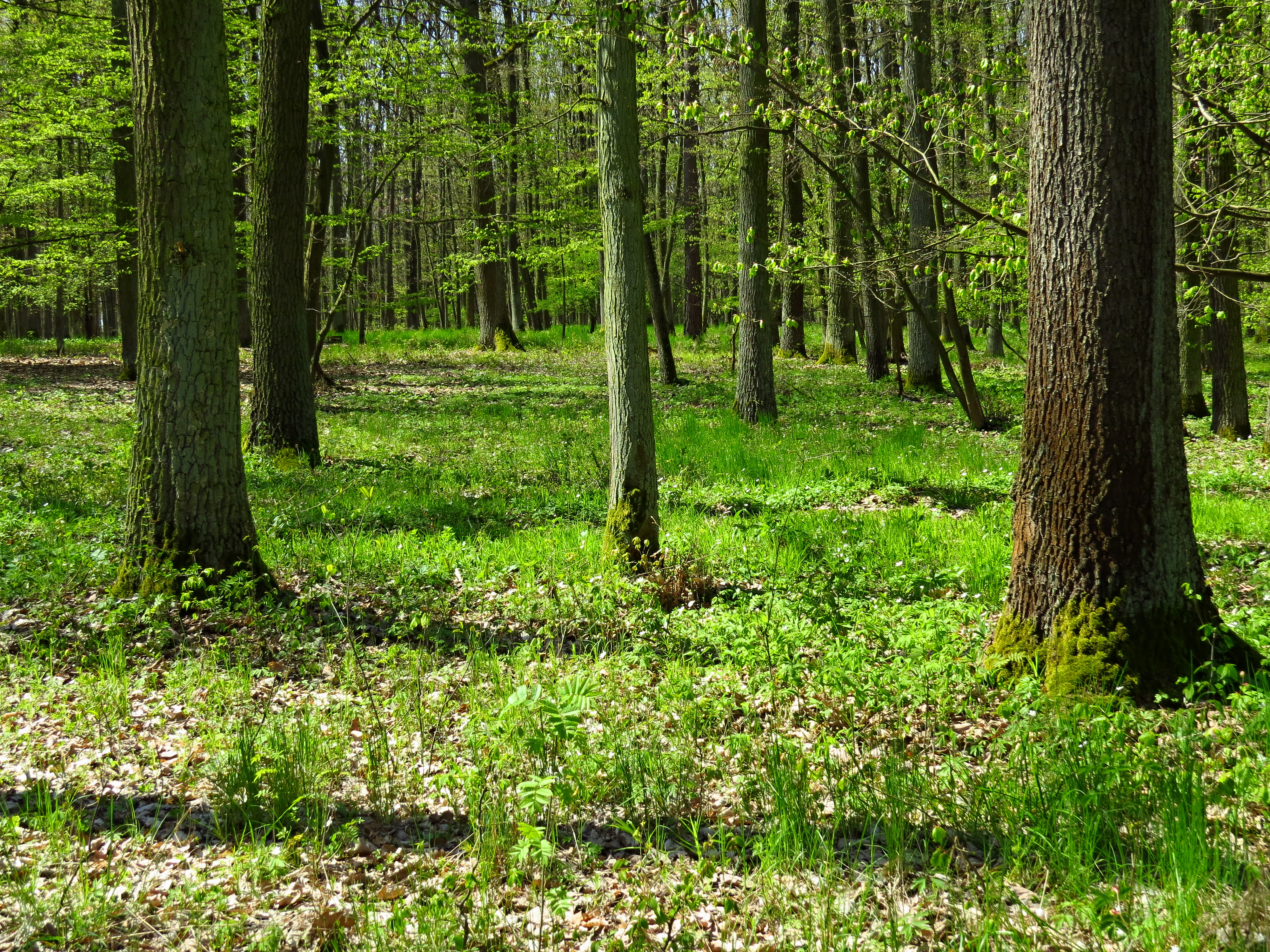
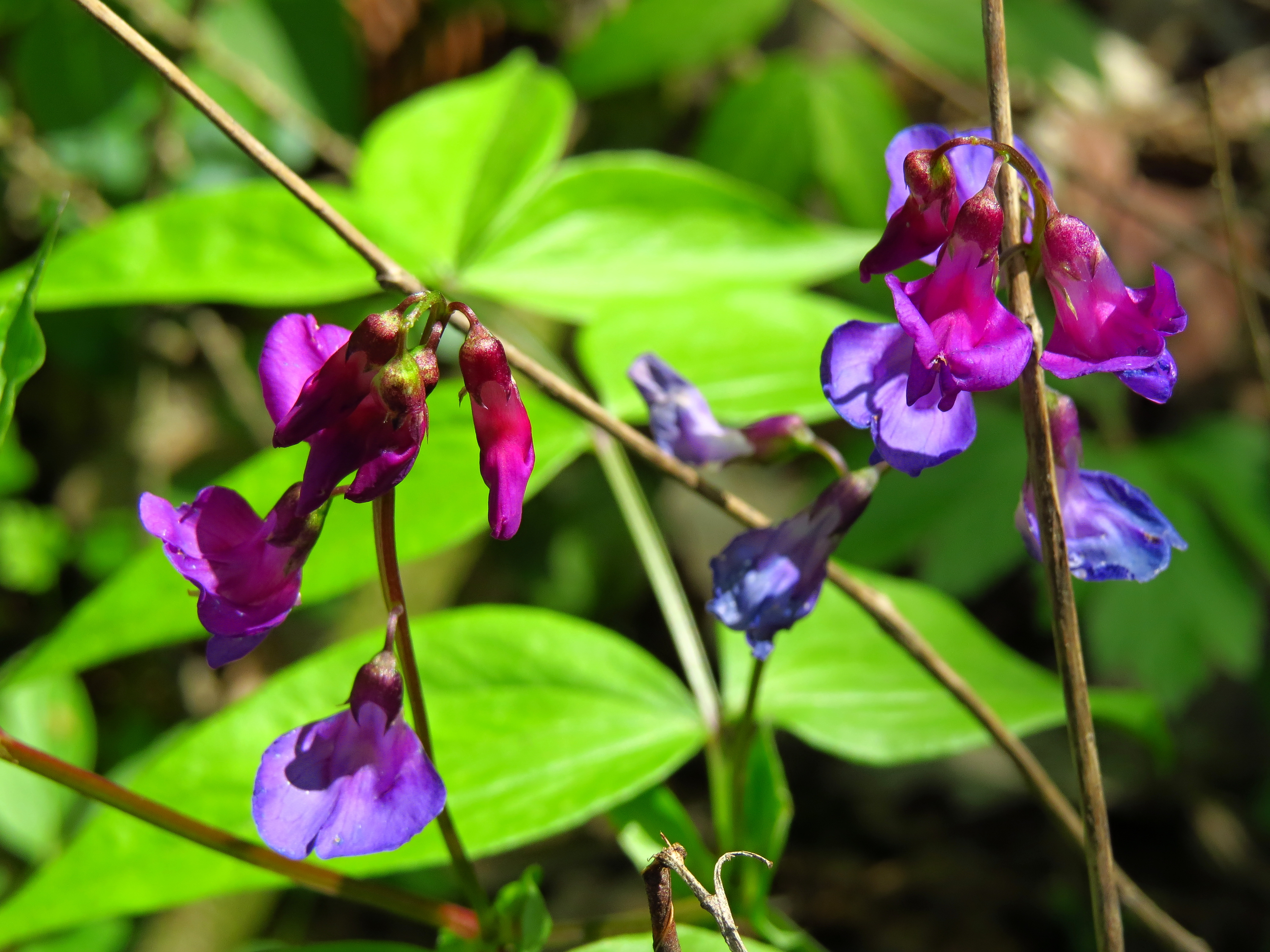
Hrachor jarní v přírodní památce
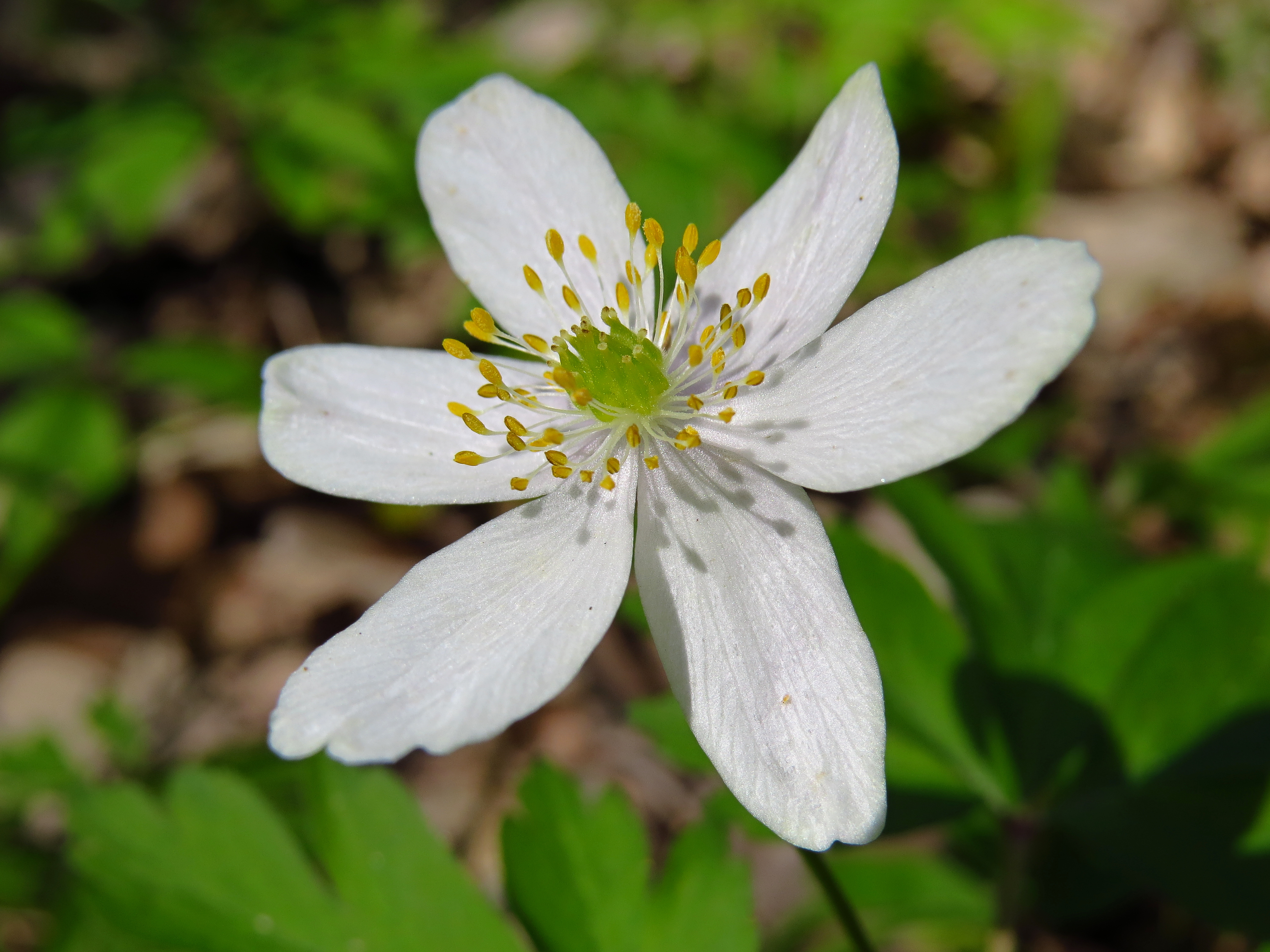
Sasanka hajní v přírodní památce